# Cylindropuntia congesta
Cylindropuntia congesta là một loài thực vật có hoa trong họ Cactaceae. Loài này được (Griffiths) F.M.Knuth mô tả khoa học đầu tiên năm 1935.